# Coccorchestes vogelkop
Coccorchestes vogelkop är en spindelart som beskrevs av Balogh 1980. Coccorchestes vogelkop ingår i släktet Coccorchestes och familjen hoppspindlar. Inga underarter finns listade i Catalogue of Life.